# Amateur Universes
Amateur Universes es un álbum de estudio de la banda Atom Rhumba, publicado por el sello Oihuka en octubre de 2006.
Fue el primer álbum que Atom Rhumba editaron después de romper relaciones con Munster Records. El álbum fue editado en CD y doble vinilo, con diferentes portadas. La versión en LP incluye un tema extra: «Paranoia Gosple Choir» (con letra de Jon Arga). Además, es el primer álbum en el que ya figuran Iñigo Garcés (teclados) y Joe González (saxo tenor) como miembros de la banda.
El álbum fue grabado en catorce días en los Estudios Garate (Andoáin, Guipúzcoa), de la mano de Kaki Arkarazo, quien ya produjo Backbone Ritmo el anterior álbum de estudio de la banda.

## Lista de canciones
1. «Mr Everywhere»
(Letra y música: Rober!)
2. «Home Made Prozac»
(Letra y música: Rober!)
3. «Broken Town»
(Letra y música: Rober!)
4. «Body Clock»
(Letra y música: Rober!)
5. «Stand Up!»
(Letra: Jon Wahl. Música: Rober!)
6. «Amateur Universes»
(Letra y música: Rober!)
7. «Overproof»
(Letra y música: Rober!)
8. «Hidden Relevations»
(Letra y música: Rober!)
9. «Riding The Cliche»
(Letra y música: Rober!)
10. «Looking For Ma´Lover»
(Letra y música: Rober!)
11. «The Vanishing Days»
(Letra y música: Rober!)

## Personal
- Rober!: voz y guitarra.
- Álvaro Segovia: guitarra
- Jabi: bajo
- Natxo Beltrán: batería
- Iñigo Garcés: teclados
- Joe González: saxo tenor.

## Personal técnico
- Kaki Arkarazo: productor y técnico de sonido.
- Olaf: diseño.

- Datos: Q5671930